# Płeć genetyczna
Płeć genetyczna – płeć determinowana genetycznie, uzależniona od zestawu chromosomów płci w przeciwieństwie do płci epigenetycznej. 
Ustalenie płci osobnika następuje na podstawie treści materiału genetycznego zawartego w komórkach. Ten sposób determinacji płci jest właściwy np. dla ludzi.